# Viktor Korneev
Viktor Korneev, född 1958 i Tambov, Ryssland är en rysk-svensk skulptör. Han är bosatt i Fjällbacka med sin fru skulptören Ann Carlsson Korneev.
Korneev studerade vid Savitsky konstskola i Penza 1979-1983 och vid skulpturlinjen på Stroganov konstakademi i Moskva 1986–1991.
Han har genomfört ett flertal separatutställningar bland annat på Galleri Mars i Moskva 1995, Galleri 3D i Moskva 2009, Svenska Ambassaden Moskva 2012 samt Trollhättans Konsthall 2015. Han har deltagit i ett 40-tal samlingsutställningar runt om i Europa och Asien, bland annat har han deltagit i Euro Art 1998 i Barcelona Spanien, Stjärnholms skulpturpark 2000 i Nyköping, Aker Brygge skulpturpark 2003 i Oslo, Museiparken, Värmlands museum 2007 i Karlstad, Kulturhusparken 2008 i Stenungsund och Carlshutte Nord Art 2014 i Tyskland.

## Offentliga arbeten

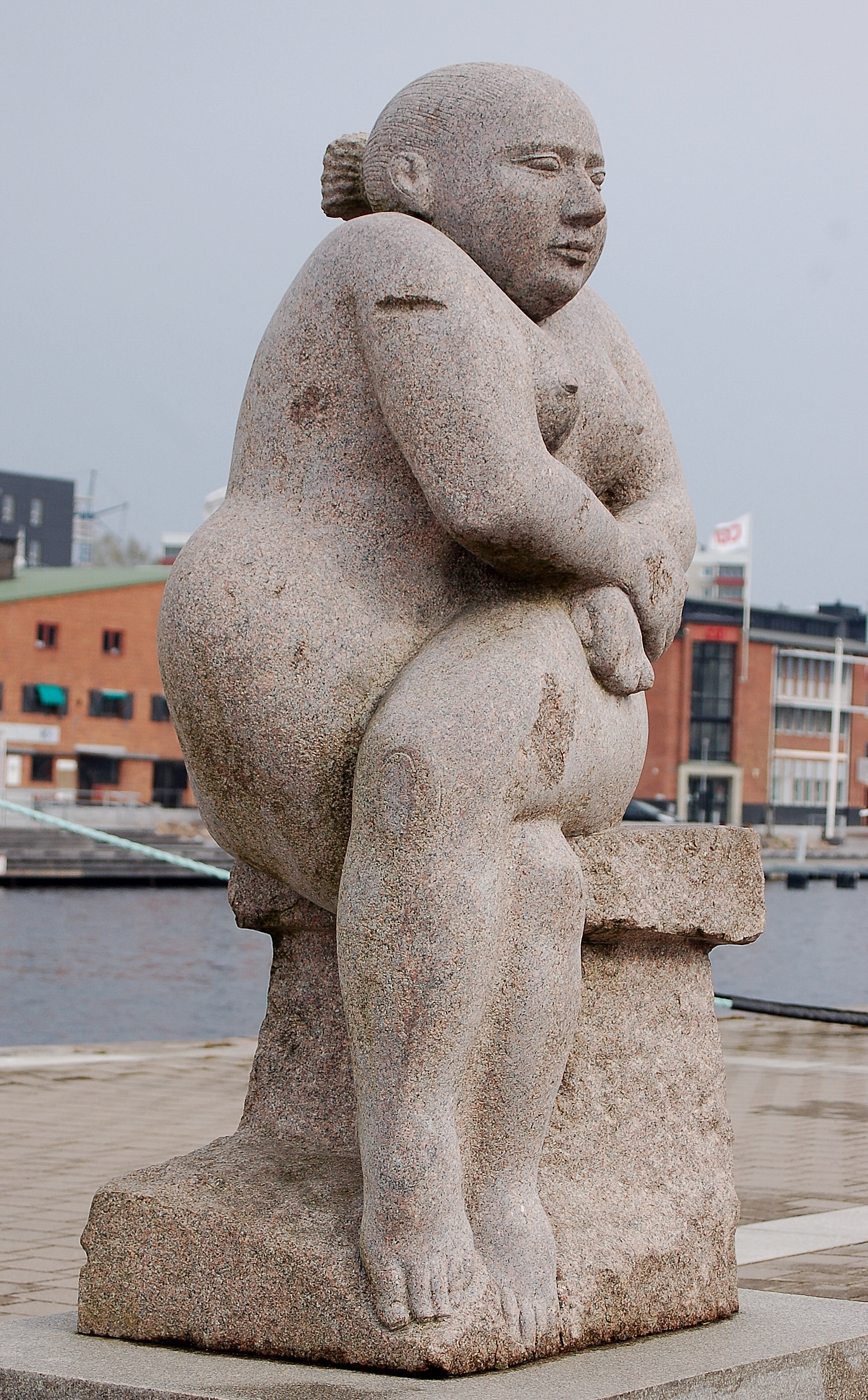
Med ett leende placerad i inre hamnen, Karlstad av Viktor Korneev

- 1997 Swedish Madonna, strandpromenaden, Hunnebostrand.
- 1999 Muse, Open air museum, Moskva.
- 2007 Med ett leende, inre hamnen, Karlstad.
- 2007 Anders Forsell, Skutberget, Karlstad.
- 2008 Sacrifice, Bergsvägen, Stenungsund.
- 2008 Dreamer, Hangzhou, Kina
- 2009 Imagination, Kulturhusparken, Stenungsund.
- 2009 Touch, Trollhättan.
- 2012 Hands, minneslunden, Jonstorps kyrka.
- 2013 By the sea, Forte dei Marmi, Italien.
- 2013 Looking for the light, Stallholmen, Trollhättan
- 2014 Sense of touch and ”Pregnancy, Åkers kanal, Åkersberga.